# A Família Camundongo
Willi Wühlmaus Geht Auf Weltreise (Brasil: A Família Camundongo ) é um desenho animado que conta a história de uma família de camundongos que viajam pelo mundo acompanhados de um amigo humano tentando encontrar pergaminhos e desvendar mistérios.
No Brasil, A Família Camundongo foi originalmente lançado em VHS pela Mundo Mágico, com o nome de Willi, o Ratinho Viajante. Já sua estreia na televisão ocorreu no programa Eliana e Cia do SBT, onde foi exibido entre 1997 e 1998. Depois, foi exibido entre 1999 e 2002 no Sábado Animado, sendo esta a última exibição do desenho no Brasil.
São poucas quaisquer informações sobre este desenho animado na Internet.

## Sinopse
Willi Wühlmaus é um camundongo, vestindo um macacão verde, que viaja ao redor do mundo - cada episódio representa um novo país - com a sua família: sua esposa, Kitty (sempre vestido em um vestido azul) e seu filho Max (usando um macacão vermelho com uma cinta). 
O objetivo dessas viagens é encontrar os membros da família de Willi espalhados pelo mundo. Eles visam reconstruir as páginas de um mapa, herança familiar, que têm páginas em falta. 
Para ajudá-los, eles podem contar com Arthur, um homem velho de barba branca que irá levá-los à vontade em sua kombi encontrando novas culturas, religiões e costumes pelo mundo (tudo isso misturado com muito charme, curiosidade intelectual e aventura).

## Ficha técnica
- Nome original: Willi Wühlmaus Geht Auf Weltreise
- Origem:  Alemanha
- Ano de produção:  1994; Victory Children tv Production GmbH
- Estúdio de animação: Jade Animation
- Número de episódios: 26 de 24 min.
- Autor: C.D. Baryon
- Criação dos personagens: Klaus Eckert
- Realização: Gérard Dulau
- Produção: Gérard Dulau, Wallace Wong
- Produtor executivo: Franz Landerer
- Cenário: Karin Dulau-Bartkowski, Günter Lüdke, Gérard Dulau
- Animação: Winky Lai
- Decoração: Qin Yi Zen
- Músicas: Rolf Marion, Hans-Georg Moslener

## Dublagem

### Brasileira
Foram feitas duas dublagens do desenho: a primeira, realizada na Mastersound, lançada em VHS (nos anos 90) e, posteriormente, em DVD (nos anos 2000); e a segunda, realizada na Dublavídeo, exibida no SBT.
A série recebeu o nome de Willi, o Ratinho Viajante na primeira dublagem.

## Lista de episódios

### Português
1. As criaturas do Reno (FATHER RHINE, MONACO - 1991)[2]
2. Noite de verão na Suécia (MIDSUMMERNIGHT AT VATTERBORG, MONACO 1991)[2]
3. O precioso queijo de Amsterdam (CHEESE - CHASING IN AMSTERDAM, MONACO - 1991)[2]
4. Camundongos na Espanha (ANDALUSIAN FIESTA, MONACO - 1991)[2]
5. Sahara
6. Nos templos da civilização maia
7. Flying Donuts
8. O rei da pimenta vermelha
9. Duplo
10. Suley Secret Garden
11. Ladrão Octopus
12. Dragão
13. Problemas na Tio Bill
14. A noite na selva
15. O palácio de vento
16. Ari, ansioso para crescer
17. Elf Tree
18. Pai de neve e gelo
19. No rastro de perfume
20. O colar real
21. Koinobori
22. Hannes e Opalas
23. Uma sirene nas redes
24. Nunca mude uma equipe vencedora
25. A escola estranho Naraythen
26. Willi em cena

### Francês
1. Père Rhin
2. Soleil de minuit à Vatterborg
3. Chassé croisé à Amsterdam
4. Fête andalouse
5. Sahara
6. Dans les temples Mayas
7. Les beignets volants
8. Le roi poivre rouge
9. Le double
10. Le jardin secret de Suley
11. La pieuvre voleuse
12. Le dragon
13. Ennuis chez oncle Bill
14. La nuit dans la jungle
15. Le palais du vent
16. Ari, impatient de grandir
17. L'arbre lutin
18. Père des neiges et des glaces
19. Sur les traces du parfum
20. Le collier royal
21. Koinobori
22. Hannes et les opales
23. Une sirène dans les filets
24. On ne change pas une équipe qui gagne
25. L'étrange école de Naraythen
26. Willi sur la scène